# 728

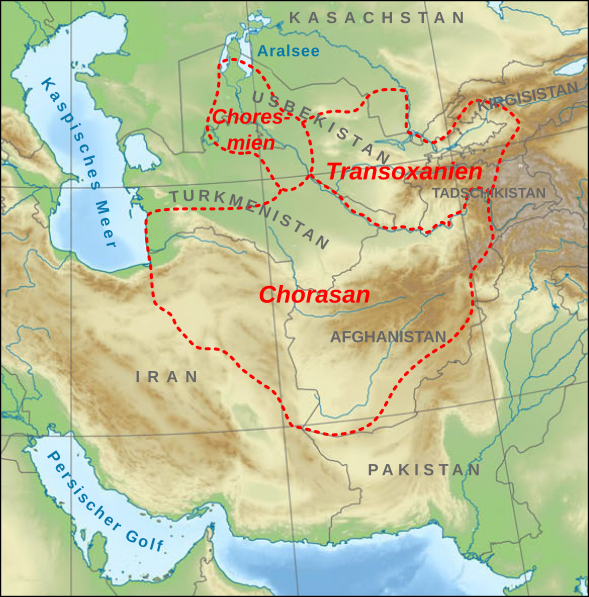
Kaart van Transoxanië (Centraal-Azië)

Het jaar 728 is het 28e jaar in de 8e eeuw volgens de christelijke jaartelling.

## Gebeurtenissen

### Arabische Rijk
- De Arabieren doen een poging om de bevolking van Transoxanië (Centraal-Azië), waar velen tot de Nestoriaanse Kerk behoren, te dwingen zich tot de islam te bekeren, dit leidt tot een grote opstand. Chinese troepen van de Tang-dynastie proberen het gebied in te lijven bij het Chinese Keizerrijk. (waarschijnlijke datum)

## Geboren
- Gerard I, Frankisch graaf (waarschijnlijke datum)

## Overleden
- Ine, koning van Wessex (waarschijnlijke datum)